# KELT-9b
KELT-9b – egzoplaneta będącą ultra-gorącym Jowiszem, okrążającą gwiazdę KELT-9. Odkrycie KELT-9b przy użyciu teleskopu KELT ogłoszono w 2016 r.

## Gwiazda macierzysta
KELT-9 jest położona około 670 lat świetlnych od Ziemi oraz sklasyfikowana jako gwiazda typu widmowego B9.5-A0 lub nawet A1. Temperatura powierzchni gwiazdy KELT 9, wynosi około 10 170 K, co jest niezwykle dużą wartością pośród dotąd odkrytych gwiazd z układem planetarnym. Przed odkryciem KELT-9b tylko dla sześciu gwiazd typu A odkryto planety, z których najcieplejsza, WASP-33 z temperaturą 7430 K, jest znacznie chłodniejsza. Żadne gwiazdy typu B nie były wcześniej znane z utrzymywania planet. KELT-9 może być pierwszą gwiazdą typu B, o której wiadomo, że ma planetę.

## Właściwości fizyczne

Egzoplaneta KELT-9b okrąża gwiazdę macierzystą KELT-9

KELT-9b jest stosunkowo dużą planetą olbrzymem o masie około 2,9 razy większej niż masa Jowisza. Biorąc pod uwagę, że jego promień jest 1,8 raza większy niż Jowisza, jego gęstość jest mniejsza niż połowa gęstości Jowisza. Podobnie jak wiele gorących Jowiszów, KELT-9b jest w orbicie synchronicznej ze swoją gwiazdą macierzystą. Zewnętrzna granica jego atmosfery sięga blisko powierzchni Roche’a, co sugeruje, że planeta doświadcza utraty atmosfery, zwiększaną przez ekstremalnie silne promieniowanie swojej gwiazdy macierzystej. W 2020 r. zmierzono wskaźnik strat atmosfery równy 18-68 mas Ziemi na miliard lat.
Między 18 lipca i 11 września 2019 r. kosmiczny teleskop TESS zarejestrował 27 tranzytów KELT-9b, podczas których wykonywał pomiary co dwie minuty. Dzięki tym pomiarom ustalono, że KELT-9b jest jedną z najgorętszych znanych egzoplanet, z temperaturą w górnych warstwach atmosfery sięgającą 4600 K, wyższą niż ma wiele gwiazd o małej masie. Planeta ta otrzymuje aż 44 000 razy więcej energii od swojej gwiazdy niż Ziemia od Słońca. Cząsteczki znajdujące się w części planety skierowanej w stronę gwiazdy macierzystej są rozkładane na atomy, tak że sekwestrowane pierwiastki metali ciężkich mogą istnieć jako formy atomowe, w tym obojętne i pojedynczo zjonizowane żelazo atomowe oraz pojedynczo zjonizowany tytan, wracając do pierwotnej postaci w ciemnej stronie planety.
KELT-9b obiega gwiazdę KELT-9 w bliskiej odległości w czasie zaledwie 36 godzin. Orbita planety przebiega względem gwiazdy macierzystej nie w płaszczyźnie zgodnej z równikiem, ale przekręcona o niespełna 90 stopni. Powoduje to, że KELT-9b okresowo jest zwrócony w stronę równika lub bieguna macierzystej gwiazdy. W trakcie obiegu, planeta doświadcza wahań temperatury. Wzrost temperatury zachodzi podczas przelotu nad biegunami, a jej spadek w płaszczyźnie równikowej. Obserwowana biegunowa orbita KELT-9b wokół gwiazdy macierzystej, powoduje że tranzyty planety rozpoczynają się na wysokości jasnych biegunów gwiazdy, a następnie planeta blokuje coraz mniej światła, przelatując nad ciemniejszymi regionami równikowymi gwiazdy.